# 零一律
零一律是概率论中的一條定理。它是安德雷·柯尔莫哥洛夫发现的，因此有时也叫柯尔莫哥洛夫零一律。其内容是：尾事件发生的概率只能是一（几乎肯定发生）或零（几乎肯定不发生）。
尾事件以随机变量的無窮序列定义。假设
{\displaystyle X_{1},X_{2},X_{3},\dots \,}
是无窮多個的獨立的随机变量（不一定有同樣的分佈）。
記 {\displaystyle {\mathcal {F}}} 為 {\displaystyle X_{i}} 生成的 σ-代数，則一個尾事件 {\displaystyle F\in {\mathcal {F}}} 就是與任意有限多個這些隨機變量都獨立的事件。（注意： {\displaystyle F} 屬於 {\displaystyle {\mathcal {F}}} ，意味着事件 {\displaystyle F} 发生或不发生由 {\displaystyle X_{i}} 的值確定，但此條件不足以證明零一律。）
比如，序列{\displaystyle (X_{i})} 收斂便是一個尾事件。此外，級數
{\displaystyle \sum _{k=1}^{\infty }X_{k}}
收斂也是一个尾事件。級數收斂且大于1的事件並不是尾事件，因为它不是与X1的值无关。假如扔无窮多次硬币，则连续100次数字面向上的事件出现无限多次是一个尾事件。
直觀地看，若可以無視前任意多個 {\displaystyle X_{i}} 的值，而仍能判斷某事件是否發生，則該事件為尾事件。
許多時候，運用零一律很易證得某事件的概率必為 0 或 1，但卻很難判斷兩者之中，何者為其真正的概率。
无限猴子定理是零一律的一个例子。

## 定理敍述
柯尔莫哥洛夫零一律更一般的论述对独立的 σ代数序列適用。令 (Ω, F ,P ) 是一个概率空间，Fn 為包含于 F 的一列相互独立的 σ-代数。  令
{\displaystyle G_{n}=\sigma {\bigg (}\bigcup _{k=n}^{\infty }F_{k}{\bigg )}}
是包含Fn, Fn+1, …的最小的 σ-代数。那么柯尔莫哥洛夫零一律斷言对任意的事件
{\displaystyle F\in \bigcap _{n=1}^{\infty }G_{n}}
都有 P (F ) = 0 或 1。
把以上的 Fn 取為由隨機變量 Xn 生成的 σ-代数，就得到定理對隨機變量的敍述。此時，尾事件定義為既在由所有的 Xn 生成的 σ-代数中可測，也與任意有限多個 Xn 都獨立的事件。換言之，尾事件是屬於 {\displaystyle \textstyle {\bigcap _{n=1}^{\infty }G_{n}}} 的事件。